# Markó Béla
Markó Béla (Kézdivásárhely, 1951. szeptember 8. –) erdélyi magyar író, költő, műfordító, politikus. A Romániai Magyar Demokrata Szövetség (RMDSZ) egyik alapító tagja, 1993 és 2011 között elnöke, valamint 2007 és 2008 között Románia miniszterelnök-helyettese. 

## Életútja
1958-1970 között a Kézdivásárhelyi Líceum diákja, itt érettségizett, majd ezután a kolozsvári Babeș–Bolyai Tudományegyetem bölcsészkarán magyar–francia szakon tanult. 1974-ben szerezte meg tanári diplomáját. 1974–1976 között Marosszentannán általános iskolában francia nyelvet tanított. 1976–1989 között Marosvásárhelyen az Igaz Szó irodalmi folyóirat szerkesztője volt.
Kedvelt versformája a szonett, szívesen ír gyermekverseket is. Az Igaz Szó kiadásában szerkesztett ifjúsági antológiákat. Magyar irodalmi tankönyvet írt Izsák Józseffel, amelyet 1981-től évenként kiadtak. 1984-ben lefordította Lucian Blaga Manole mester című drámáját, Markó verseiből pedig egy kötetre valót Paul Drumaru fordított román nyelvre.
1989-től 2005-ig főszerkesztője volt a Marosvásárhelyen kiadott Látó című irodalmi folyóiratnak. Az 1989-es változások után kezdett el politikával aktívan foglalkozni. A Maros Megyei Romániai Magyar Demokrata Szövetség (RMDSZ) alapító tagja és alelnöke. 1990–től Maros megyei szenátor, 1990–1991-ben az RMDSZ Országos Elnökségének tagja volt. 1990–1992 között a Szenátus Művelődési Bizottságának és Oktatási Bizottságának tagja, a Román Parlament IPU küldöttségének tagja.
1991–1992-ben az RMDSZ szenátusi frakciójának elnöke, 1996 és 2012 között a Szenátus Külügyi Bizottságának, 2012 és 2016 között a Szenátus Oktatási Bizottságának tagja. 1993 januárjától 2011 februárjáig a Romániai Magyar Demokrata Szövetség elnöke. 2004-2007 között a román kormány művelődési, oktatási és az európai integrációs tevékenységeket felügyelő miniszterelnök-helyettese.
2009 decemberétől 2012 májusáig ismét a román kormány miniszterelnök-helyettese.
2011-ben nem indult újabb elnöki mandátumért az RMDSZ-ben, de kormánytisztségét 2012-ig, parlamenti mandátumát 2016-ig megtartotta.
A Széchenyi Irodalmi és Művészeti Akadémia tiszteleti tagja. A Romániai Írószövetség Marosvásárhelyi Fiókjának elnöke. Tagja a Romániai Írószövetségnek, a Magyar Írószövetségnek és a Szépírók Társaságának.

## Tudományos és irodalmi tevékenysége

### Verseskötetek
- A szavak városában. Kriterion Könyvkiadó, Bukarest, 1974
- Sárgaréz évszak. Dacia Kiadó, Kolozsvár, 1977
- Lepkecsontváz. Kriterion Kiadó, Bukarest, 1980
- Az örök halasztás. Kriterion Könyvkiadó, Bukarest, 1982
- Talanítás. Kriterion Könyvkiadó, Bukarest, 1984
- Szarka-telefon. Versek kisfiúknak-kislányoknak. Bukarest, Ion Creangă Kiadó, 1984
- Friss hó a könyvön. Kriterion Könyvkiadó, Bukarest, 1987
- Mindenki autóbusza. Magvető Kiadó, Budapest, 1989
- Égő évek. Kriterion Könyvkiadó, Bukarest, 1989
- Tücsöknóta. Versek kisfiúknak, kislányoknak. Bukarest, Creangă, 1990
- Kiűzetés a számítógépből. Bukarest, Kriterion Könyvkiadó, 1991
- Ellenszélben. Püski Kiadó, Budapest, 1991
- Kannibál idő (Válogatott versek). Budapest, Könyves Kálmán Kiadó – Széphalom Könyvműhely, 1993
- Érintések. Széphalom Könyvműhely, Budapest, 1994
- Karikázó idő. Versek kisfiúknak, kislányoknak. [az illusztrációkat rajz. Macskássy Izolda]. Antológia Kiadó, Kecskemét, 1996
- Szétszedett világ. Egybegyűjtött versek, 1967–1995. Mentor Kiadó, Marosvásárhely, 2000
- Ha varázsló lennék (Gyermekversek). Pallas-Akadémia Kiadó, Csíkszereda, 2000
- Szerelmes szonettkoszorú, Pallas-Akadémia Könyvkiadó, Csíkszereda, 2002
- Költők koszorúja. Pallas-Akadémia Könyvkiadó, Csíkszereda, 2002
- Balkáni fohász. Pallas-Akadémia Könyvkiadó, Csíkszereda, 2003
- Miért lassú a csiga? (Gyermekversek). Bookart Kiadó, Csíkszereda, 2007
- Hány életünk volt?. Bookart Kiadó, Csíkszereda, 2007
- A pinty és a többiek (Gyermekversek). Bookart Kiadó, Csíkszereda, 2007
- A hold fogyókúrája (Gyermekversek). Bookart Kiadó, Csíkszereda, 2008
- Balázs kertje (Gyermekversek). Bookart Kiadó, Csíkszereda, 2009
- Tulajdonképpen minden. Bookart Kiadó, Csíkszereda, 2010
- Út a hegyek közt (99 haiku). Bookart Kiadó, Csíkszereda, 2010
- Visszabontás. Jelenkor Kiadó, Pécs, 2011
- Boldog Sziszüphosz (Haikuk). Bookart Kiadó, Csíkszereda, 2012
- Hasra esett a Maros (Gyermekversek). Bookart Kiadó, Csíkszereda, 2012
- Festékfoltok az éjszakán(szonettek). Jelenkor Kiadó, Pécs, 2012
- Csatolmány (versek). Bookart Kiadó, Csíkszereda, 2013
- Egy mondat a szeretetről. Hatvan vers Szávai Géza válogatásában, 1974–2011. Pont Kiadó, Budapest, 2013
- Fűszál a sziklán (99 haiku). Bookart Kiadó, Csíkszereda, 2014
- Elölnézet (Szonettek), Jelenkor Kiadó, Pécs, 2014
- Száz mázsa hó (Gyermekversek), Pont Kiadó, Budapest, 2014
- Passiójáték (Szonettkoszorú Részegh Botond képeihez). Bookart Kiadó, Csíkszereda, 2015
- Kerítés. Alkalmi és alkalmatlan versek, 2008–2015; Pesti Kalligram, Budapest, 2016
- Válogatott versek. Székely Könyvtár, Hargita Kiadóhivatal, Csíkszereda, 2016
- Brunó, a kedves véreb (Versek gyermekeknek és felnőtteknek). Noran Libro Kiadó, Budapest, 2016
- Bocsáss meg, Ginsberg. Versek; Kalligram, Budapest, 2018
- Amit az ördög jóváhagy. Szonettek. Kalligram, Budapest, 2019
- Egy mondat a szabadságról (versek). Kalligram, Budapest, 2020
- A haza milyen? (versek); Kalligram, Budapest, 2021
- Már nem közös (versek 2021-2022). Kalligram, Budapest, 2023
- Autóbusz Kufsteinbe (versek); Kalligram, Budapest, 2024
- Kufárok a templomban (Versek 2019-2024); Bookart, Csíkszereda, 2024Portréja az 1989-es Szép versek kötetben

Portréja az 1989-es Szép versek kötetben
(Kántor László felvétele)

(Kántor László felvétele)

### Esszé, napló, próza
- Az erdélyi macska. Szépliteratúrai utazások 1978–1994. Pallas-Akadémia Könyvkiadó, Csíkszereda, 1999
- Ki lakik a kertünkben (Mesék). Pallas-Akadémia Könyvkiadó, Csíkszereda, 2008
- Egy irredenta hétköznapjai. Lehallgatási jegyzőkönyvek 1986. április–1989. december; Pallas-Akadémia, Csíkszereda, 2009
- A vörös kaptár (Esszék); Pont Kiadó, Budapest, 2012
- Rekviem egy macskáért (Esszé, publicisztika 2011–2014), Kalligram, Pozsony, 2015
- Erdélyi pikareszk (Esszé, publicisztika 2011–2016), Pesti Kalligram Kft., Budapest, 2017 ISBN 9789634680024
- A költészet rendeltetésszerű használatáról. Esszék. Bookart, Csíkszereda, 2019
- Zsarnokra várva. Esszé, publicisztika 2017–2021; Pesti Kalligram, Bp., 2022

### Előadások, interjúk
- A feledékeny Európa (Beszédek, előadások, interjúk 1990–1999). Mentor Kiadó, Marosvásárhely, 2000
- Önállóságra ítélve (Beszédek, előadások, interjúk, 1999–2002). Mentor Kiadó, Marosvásárhely, 2002
- A magyar dilemma (Előadások, tanulmányok, beszédek, interjúk 2002-2004). Pallas-Akadémia Könyvkiadó, Csíkszereda, 2004
- A lábujjhegyre állt ország. Markó Bélával beszélget Ágoston Hugó. Pallas-Akadémia Könyvkiadó, Csíkszereda, 2006
- Kié itt a tér (Válogatott közéleti cikkek, előadások 1991–2009). Pallas-Akadémia Könyvkiadó, Csíkszereda, 2010
- Így működik Markó Béla (Beszélgetések Kelemen Attila Árminnal). Koinónia Kiadó, Kolozsvár, 2012
- A magyar kártya. Beszélgetés Markó Bélával. Kőrössi P. József, Kossuth Kiadó, Budapest, 2013
- Engedd hazámat értenem (Beszélgetés Lengyel Lászlóval), Helikon Kiadó, Budapest, 2017 ISBN 9789632279077

### Fordításban megjelent művek
- Despre natura metaforelor (Versek román nyelven). Versuri trad. și pref. de Paul Drumaru. Editura Kriterion, București, Biblioteca Kriterion sorozat, 1989
- Timp canibal (Válogatott versek román nyelven). Fordította Paul Drumaru. Komp-Press Kiadó, Kolozsvár, 1997
- Notes on a happy pear tree (Versek angol nyelven).[Feljegyzés egy boldog körtefáról] Transl. by Sylvia Csiffary. Pont Kiadó, Budapest, 1999
- Comme un échiquier fermé (Versek francia nyelven). Béla Markó poèmes trad. par Lorand Gaspar et Sarah Clair postf. et choix établi par János Lackfi. Éditions Ibolya Virág, Paris, 2000
- Condamnați la reconciliere (Interjúkötet román nyelven). Fordította: Paul Drumaru, Editura Curtea Veche, 2006
- Erdély. Politikai alternatívák, kulturális alternatívák (Előadás magyar, román, német, angol és francia nyelven). Communitas Alapítvány, Kolozsvár, 2008
- A kert erotikája/Erotica grădinii (Szonettek magyar és román nyelven). Fordította Paul Drumaru, Editura Curtea Veche, București, 2010
- Az egyhangúság dicsérete/ Lauda monotoniei (Szonettek magyar és román nyelven). Fordította Paul Drumaru. Editura Curtea Veche, Bucureşti, 2012
- Ruleta maghiară (Convorbiri cu Kőrössi P. József). Románra fordította Anamaria Pop. Editura Curtea Veche, Bucuresti, 2014
- Badminton (Poezii oportune si inoportune 2008-2015). Románra fordította Kocsis Francisko. Editura Curtea Veche, Bucureşti, 2016
- Iartă-ne, Ginsberg (poezii). Románra fordította Kocsis Francisko. Editura Curtea Veche, București, 2020
- O propoziție despre libertate (Poezii 2018-2022) Románra fordította Kocsis Francisko. Editura Curtea Veche, București, 2022
- Al cui sunt? (Poezii). Románra fordította Kocsis Francisko. Editura Curtea Veche, București, 2024
- Una sugerencia sobre la libertad (Egy mondat a szabadságról) (Versek 2018-2022). Spanyolra fordította Gheorghe Vințan. Az előszót írta Eugeniu Nistor. Colección Hispanica. Notting Hill Editorial, Madrid, 2024

### Tankönyv
- Magyar irodalom. Tankönyv a XII. osztály számára (Izsák Józseffel). Editura Didactică şi Pedagogică, Bukarest, 1981, 1991
- Olvassuk együtt (Versmagyarázatok). Albatrosz kiadó, Bukarest, 1989
- Magyar irodalom: XX. századi magyar irodalom tankönyv a XI. osztály számára (Láng Gusztávval). Editura Didactică și Pedagogică, Bukarest, 1992

## Díjai, elismerései
- A Marosvásárhelyi Írói Társaság debütdíja – 1974
- A Román Írószövetség díja – 1980
- A Marosvásárhelyi Írói Társaság költészeti díja – 1982
- Füst Milán-díj – 1990
- Déry Tibor-díj – 1991
- József Attila-díj – 1994
- Bethlen Gábor-díj – 1996[2]
- A Magyar Köztársasági Érdemrend nagykeresztje – 2004
- Románia Csillaga, lovagi fokozat – 2004
- Irodalmi Jelen versdíj – 2010
- Szabad Sajtó díj – 2011[3]
- Magyar Szabadságért díj – 2011
- Alföld-díj – 2012
- Hazám-díj – 2012
- Székelyföld-díj – 2013
- Bárka-díj – 2013
- Mozgó Világ nívódíj – 2015[4]
- Kortárs-díj – 2016
- Korunk Kulcsa – 2017[5]
- Artisjus Irodalmi Díj – 2019
- Zelk Zoltán-díj – 2019[6]
- Aranytoll-díj – 2021
- Kriterion-koszorú – 2021[7]
- Szépirodalmi Figyelő-díj – 2021
- Románia csillaga, tiszti fokozat – 2021
- Baumgarten-emlékdíj – 2022
- Európai Hazafi-díj, 2022